# Планина (Постойна)
Планина (словен. Planina) — поселення в общині Постойна, Регіон Нотрансько-крашка, Словенія. Висота над рівнем моря: 453,3 м.